# Canton de Fosses
Le canton de Fosses est une circonscription électorale française du département du Val-d'Oise créée par le décret du 17 février 2014. Elle tient lieu de circonscription d'élection des conseillers départementaux et entre en vigueur lors des élections départementales de 2015.

## Histoire
Un nouveau découpage territorial du Val-d'Oise entre en vigueur à l'occasion des premières élections départementales suivant le décret du 17 février 2014. Les conseillers départementaux sont, à compter de ces élections, élus au scrutin majoritaire binominal mixte. Les électeurs de chaque canton élisent au Conseil départemental, nouvelle appellation du Conseil général, deux membres de sexe différent, qui se présentent en binôme de candidats. Les conseillers départementaux sont élus pour 6 ans au scrutin binominal majoritaire à deux tours, l'accès au second tour nécessitant 12,5 % des inscrits au 1er tour. En outre la totalité des conseillers départementaux est renouvelée. Ce nouveau mode de scrutin nécessite un redécoupage des cantons dont le nombre est divisé par deux avec arrondi à l'unité impaire supérieure si ce nombre n'est pas entier impair, assorti de conditions de seuils minimaux. Dans le Val-d'Oise, le nombre de cantons passe ainsi de 39 à 21.
Le nouveau canton de Fosses est formé de communes des anciens cantons de Domont (1 commune), de Luzarches (13 communes), de Viarmes (6 communes) et d'Écouen (4 communes). Il est entièrement inclus dans l'arrondissement de Sarcelles. Le bureau centralisateur est situé à Fosses.

## Représentation
| Période élective | Période élective | Mandat | Mandat   | Identité             | Nuance | Nuance | Qualité |
| ---------------- | ---------------- | ------ | -------- | -------------------- | ------ | ------ | --- |
| 2015             | 2021             | 2015   | 2021     | Daniel Desse         |        | LR     | Ingénieur électrotechnique à la retraite 7ème Vice-Président du Conseil départemental délégué à l’Environnement et au Développement Durable Ancien conseiller général du Canton de Viarmes (2004-2015) |
| 2015             | 2021             | 2015   | 2021     | Agnès Rafaitin       |        | LR     | Ancien cadre financier Maire-adjointe d'Ézanville (2008 → ) |
| 2021             | 2028             | 2021   | en cours | Agnès Rafaitin Marin |        | DVD    | Ancien cadre financier Maire-adjointe d'Ézanville (2008 → ) |
| 2021             | 2028             | 2021   | en cours | Patrice Robin        |        | DVD    | Maire de Villaines-sous-Bois (2014 → ) Président de la CC Carnelle Pays-de-France (2017 → ) |

### Résultats détaillés

#### Élections de mars 2015
À l'issue du 1er tour des élections départementales de 2015, deux binômes sont en ballottage : Daniel Desse et Agnès Rafaitin (UMP, 32,57 %) et Maryline Capdet et Karim Ouchikh (FN, 31,82 %). Le taux de participation est de 43,45 % (17 110 votants sur 39 380 inscrits) contre 40,49 % au niveau départemental et 50,17 % au niveau national.
Au second tour, Daniel Desse et Agnès Rafaitin (UMP) sont élus avec 62,75 % des suffrages exprimés et un taux de participation de 42,96 % (9 548 voix pour 16 916 votants et 39 379 inscrits).

#### Élections de juin 2021
Le premier tour des élections départementales de 2021 est marqué par un très faible taux de participation (33,26 % au niveau national). Dans le canton de Fosses, ce taux de participation est de 28,49 % (11 318 votants sur 39 724 inscrits) contre 26,57 % au niveau départemental. À l'issue de ce premier tour, deux binômes sont en ballottage : Agnès Rafaitin Marin et Patrice Robin (DVD, 33,54 %) et Vostila Jean Jacques et Bruno Marcel (RN, 26,08 %).
Le second tour des élections est marqué une nouvelle fois par une abstention massive équivalente au premier tour. Les taux de participation sont de 34,36 % au niveau national, 28,57 % dans le département et 30,19 % dans le canton de Fosses. Agnès Rafaitin Marin et Patrice Robin (DVD) sont élus avec 69,17 % des suffrages exprimés (7 505 voix pour 11 995 votants et 39 733 inscrits),,,.

## Composition
Le nouveau canton de Fosses comprend vingt-quatre communes entières.
| Nom                            | Code Insee | Intercommunalité           | Superficie (km2) | Population (dernière pop. légale) | Densité (hab./km2) | Modifier                                    |
| ------------------------------ | ---------- | -------------------------- | ---------------- | --------------------------------- | ------------------ | ------------------------------------------- |
| Fosses (bureau centralisateur) | 95250      | CA Roissy Pays de France   | 3,61             | 10 249 (2022)                     | 2 839              | modifier les données · modifier les données |
| Attainville                    | 95028      | CA Plaine Vallée           | 7,16             | 1 834 (2022)                      | 256                | modifier les données · modifier les données |
| Bellefontaine                  | 95055      | CC Carnelle Pays-de-France | 7,53             | 471 (2022)                        | 63                 | modifier les données · modifier les données |
| Belloy-en-France               | 95056      | CC Carnelle Pays-de-France | 9,49             | 2 239 (2022)                      | 236                | modifier les données · modifier les données |
| Châtenay-en-France             | 95144      | CC Carnelle Pays-de-France | 3,07             | 73 (2022)                         | 24                 | modifier les données · modifier les données |
| Chaumontel                     | 95149      | CC Carnelle Pays-de-France | 4,23             | 3 340 (2022)                      | 790                | modifier les données · modifier les données |
| Écouen                         | 95205      | CA Roissy Pays de France   | 7,59             | 7 173 (2022)                      | 945                | modifier les données · modifier les données |
| Épinay-Champlâtreux            | 95214      | CC Carnelle Pays-de-France | 3,56             | 58 (2022)                         | 16                 | modifier les données · modifier les données |
| Ézanville                      | 95229      | CA Plaine Vallée           | 5,19             | 9 789 (2022)                      | 1 886              | modifier les données · modifier les données |
| Fontenay-en-Parisis            | 95241      | CA Roissy Pays de France   | 10,84            | 2 220 (2022)                      | 205                | modifier les données · modifier les données |
| Jagny-sous-Bois                | 95316      | CC Carnelle Pays-de-France | 4,18             | 272 (2022)                        | 65                 | modifier les données · modifier les données |
| Lassy                          | 95331      | CC Carnelle Pays-de-France | 1,92             | 194 (2022)                        | 101                | modifier les données · modifier les données |
| Luzarches                      | 95352      | CC Carnelle Pays-de-France | 20,49            | 4 909 (2022)                      | 240                | modifier les données · modifier les données |
| Maffliers                      | 95353      | CC Carnelle Pays-de-France | 6,79             | 1 768 (2022)                      | 260                | modifier les données · modifier les données |
| Mareil-en-France               | 95365      | CC Carnelle Pays-de-France | 7,00             | 721 (2022)                        | 103                | modifier les données · modifier les données |
| Le Mesnil-Aubry                | 95395      | CA Roissy Pays de France   | 6,64             | 901 (2022)                        | 136                | modifier les données · modifier les données |
| Le Plessis-Gassot              | 95492      | CA Roissy Pays de France   | 4,10             | 97 (2022)                         | 24                 | modifier les données · modifier les données |
| Le Plessis-Luzarches           | 95493      | CC Carnelle Pays-de-France | 0,90             | 140 (2022)                        | 156                | modifier les données · modifier les données |
| Puiseux-en-France              | 95509      | CA Roissy Pays de France   | 5,11             | 3 755 (2022)                      | 735                | modifier les données · modifier les données |
| Saint-Martin-du-Tertre         | 95566      | CC Carnelle Pays-de-France | 13,23            | 2 662 (2022)                      | 201                | modifier les données · modifier les données |
| Seugy                          | 95594      | CC Carnelle Pays-de-France | 1,70             | 1 039 (2022)                      | 611                | modifier les données · modifier les données |
| Viarmes                        | 95652      | CC Carnelle Pays-de-France | 8,19             | 5 509 (2022)                      | 673                | modifier les données · modifier les données |
| Villaines-sous-Bois            | 95660      | CC Carnelle Pays-de-France | 1,89             | 776 (2022)                        | 411                | modifier les données · modifier les données |
| Villiers-le-Sec                | 95682      | CC Carnelle Pays-de-France | 3,26             | 198 (2022)                        | 61                 | modifier les données · modifier les données |
| Canton de Fosses               | 9509       |                            | 147,67           | 60 387 (2022)                     | 409                | modifier les données                        |

## Démographie
En 2022, le canton comptait 60 387 habitants, en évolution de +3,35 % par rapport à 2016 (Val-d'Oise : +4 %, France hors Mayotte : +2,11 %).
| 2013   | 2018   | 2022   |
| ------ | ------ | ------ |
| 57 596 | 58 589 | 60 387 |